# Развој светског рекорда у скоку увис за мушкарце на отвореном
Први резултат у скоку увис у савременом спортском стилу, забележен је 1864. у Енглеској када је Енглез Х. Гуч скочио 1,75 м.
Први светски рекорд у скоку увис за мушкарце признат је од ИААФ (International Association of Athletics Federations – Међународна атлетска федерација), 1912. године. Тренутни рекорд код мушкараца је 2,45 метра а постигао га је Хавијер Сотомајор, Куба у Саламанци 27. јул 1993.

## Светски рекорди које је признала ИААФ
| Висина | Атлетичар                            | Датум              | Место                     |
| ------ | ------------------------------------ | ------------------ | ------------------------- |
| 2,00   | Џорџ Хорин Сједињене Државе          | 28. мај 1912       | Пало Алто                 |
| 2,01   | Едвард Бисон Сједињене Државе        | 2. мај 1914        | Беркли, САД               |
| 2,03   | Харолд Озборн Сједињене Државе       | 27. мај 1924       | Урбана, САД               |
| 2,04   | Волтер Марти Сједињене Државе        | 13. мај 1933       | Фресно, САД               |
| 2,06   | Волтер Марти Сједињене Државе        | 28. април 1934     | Пало Алто, САД            |
| 2,07   | Корнилијус Џохансон Сједињене Државе | 12. јули 1936      | Њујорк, САД               |
| 2,07   | Дејв Олбритон Сједињене Државе       | 12. јул 1936       | Њујорк, САД               |
| 2,09   | Мелвин Вокер Сједињене Државе        | 12. август 1937    | Малме, Шведска            |
| 2,11   | Лестер Стирс Сједињене Државе        | 17. јун 1941       | Лос Анђелес, САД          |
| 2,12   | Волтер Дејвис Сједињене Државе       | 27. јун 1953       | Дејтон, САД               |
| 2,15   | Чарлс Думас Сједињене Државе         | 29. јун 1956       | Лос Анђелес, САД          |
| 2,16   | Јуриј Степанов Совјетски Савез       | 13. јул 1957       | Лењинград, СССР           |
| 2,17   | Џон Томас Сједињене Државе           | 30. април 1960     | Филаделфија, U.S          |
| 2,17   | Џон Томас Сједињене Државе           | 21. мај 1960       | Кембриџ, САД              |
| 2,18   | Џон Томас Сједињене Државе           | 24. јун 1960       | Бејкерсфилд, САД          |
| 2,22   | Џон Томас Сједињене Државе           | 1. јул 1960        | Пало Алто, САД            |
| 2,23   | Валериј Брумел Совјетски Савез       | 18. јун 1961       | Москва, СССР              |
| 2,24   | Валериј Брумел Совјетски Савез       | 16. јул 1961       | Москва, СССР              |
| 2,25   | Валериј Брумел Совјетски Савез       | 31. август 1961    | Софија, Бугарска          |
| 2,26   | Валериј Брумел Совјетски Савез       | 22. јул 1962       | Пало Алто, САД            |
| 2,27   | Валериј Брумел Совјетски Савез       | 29. септембар 1962 | Москва, СССР              |
| 2,28   | Валериј Брумел Совјетски Савез       | 21. јул 1963       | Москва, СССР              |
| 2,29   | Пат Мацдорф Сједињене Државе         | 3. јул 1971        | Беркли, САД               |
| 2,30   | Двајт Стоунс Сједињене Државе        | 11. јул 1973       | Минхен, Западна Немачка   |
| 2,31   | Двајт Стоунс Сједињене Државе        | 5. јун 1976        | Филаделфија, САД          |
| 2,32   | Двајт Стоунс Сједињене Државе        | 4. август 1976     | Филаделфија, САД          |
| 2,33   | Владимир Јашченко Совјетски Савез    | 2. јун 1977        | Ричмонд, САД              |
| 2,34   | Владимир Јашченко Совјетски Савез    | 16. јун 1978       | Тбилиси, СССР             |
| 2,35   | Јацек Вшола Пољска                   | 25. мај 1980       | Еберштат, Западна Немачка |
| 2,35   | Дитмар Мегенбург Западна Немачка     | 26. мај 1980       | Релинген, Западна Немачка |
| 2,36   | Герд Весиг Источна Немачка           | 1. avgust 1980     | Москва, СССР              |
| 2,37   | Џу Ђанхуа Кина                       | 11. јун 1983       | Пекинг, Кина              |
| 2,38   | Џу Ђанхуа Кина                       | 22. септембар 1983 | Шангај, Кина              |
| 2,39   | Џу Ђанхуа Кина                       | 10. јун 1984       | Еберштат, Западна Немачка |
| 2,40   | Рудолф Поварницин Совјетски Савез    | 11. август 1985    | Доњецк, СССР              |
| 2,41   | Игор Паклин Совјетски Савез          | 4. септембар 1985  | Кобе, Јапан               |
| 2,42   | Патрик Шеберг Шведска                | 30. јун 1987       | Стокхолм, Шведска         |
| 2,43   | Хавијер Сотомајор Куба               | 8. септембар 1988  | Саламанка, Шпанија        |
| 2,44   | Хавијер Сотомајор Куба               | 29. јул 1989       | Сан Хуан, Порторико       |
| 2,45   | Хавијер Сотомајор Куба               | 27. јул 1993       | Саламанка, Шпанија        |